# 篠井富屋連峰
篠井富屋連峰（しのいとみやれんぽう）は、栃木県宇都宮市北部山系を成す山域の総称である。南東側に田川、北西側に鬼怒川が流れ、両川に挟まれた形で山地が形成されている。宇都宮アルプスと呼ばれることもある。

## 概要
栃木県北西部山系は日光二荒山神社や日光東照宮を祀る日光山内から小倉山、愛宕山、茶臼山、浅間山と連なり、宇都宮市北部で篠井富屋連峰を経て宇都宮市街部の戸祭山、八幡山、明神山と続く。
篠井富屋連峰の最高峰は本山で、標高は561.6mである。本山の北側には高へら山（標高432.8m）があってその先には平坦部を挟んで日光市境を跨いで丸山（標高326.2m）、堂室山（標高305.9m）に続く。本山の南側に篠井富屋連峰の山並みが続く。まず本山の南側には飯盛山（標高501m）があり、その南東側には高舘山（標高476.6m）が続く。高舘山から北東に向かう峰の先には矢倉山（標高409m）、東に向かう低い峰の先には妙見山（標高320m）、そして南に向かう峰の先には黒戸山（標高412m）に続き兜山（標高372m）があり、その南側に東北自動車道および国道293号を挟んで笠松山（標高327.8m）がある。さらに高館山の西側には雷電山（標高368m）があって、その北西に寅巳山（標高458.8m）があり、そして日光市の浅間山に続いていく。
篠井連峰の一帯は、篠井金山（富屋鉱山）として金や銅を採掘していた。

## 主な山
- 篠井連峰
  - 本山（561.6m）
  - 男山（527m）
  - 榛名山（524m）
  - 飯盛山（501m）

- 富屋連峰
  - 高館山（476.6m）
  - 黒戸山（412m）
  - 鬼山（372m）
  - 兜山（372m）
  - 笠松山（327.8m）
  - 矢倉山（409m）
  - 妙見山（320m）

## 周辺
篠井富屋連峰は日光山系と宇都宮丘陵の間にある山地帯であり、この山地一帯は古くより山岳信仰の対象となり、宇都宮二荒山神社や塙田八幡宮、智賀都神社、高尾神社、薬師堂、大日大権現堂などの寺社が置かれ、日光市内の愛宕神社、さらに日光山内の寺社群なども篠井富屋連峰の北西の先に所在する。